# بابی کالینز
بابی کالینز (انگلیسی: Bobby Collins; ۱۶ فوریهٔ ۱۹۳۱ – ۱۳ ژانویهٔ ۲۰۱۴) بازیکن فوتبال اهل بریتانیا بود.
از باشگاه‌هایی که در آن بازی کرده‌است می‌توان به باشگاه فوتبال شامروک روورز، باشگاه فوتبال اولدهام اتلتیک، باشگاه فوتبال سلتیک، باشگاه فوتبال اورتون، باشگاه فوتبال لیدز یونایتد، و باشگاه فوتبال بری اشاره کرد.
وی همچنین در تیم ملی فوتبال اسکاتلند بازی کرده‌است.